# Gump Worsley
Lorne John „Gump“ Worsley (* 14. Mai 1929 in Montréal, Québec; † 26. Januar 2007 in Saint-Hyacinthe, Québec) war ein kanadischer Eishockeytorwart, der in der National Hockey League für die New York Rangers, Canadiens de Montréal und Minnesota North Stars aktiv war. Er wurde 1980 in die Hockey Hall of Fame aufgenommen.

## Karriere
Lorne John Worsley, der sein ganzes Leben nur „Gump“ Worsley in Anlehnung an eine Comicfigur genannt wurde, begann 1946 in einer Juniorenliga der kanadischen Provinz Québec seine Karriere als Eishockeytorwart. Nachdem er als Erwachsener in unterschiedlichen Ligen gespielt hatte und mehrfach ausgezeichnet wurde, nahmen in die New York Rangers aus der NHL 1952 unter Vertrag. Er setzte sich auch sofort in der Saison 1952/53 gegen Chuck Rayner als Stammtorhüter des Teams durch. Am Ende der Saison wurde er als bester Rookie mit der Calder Memorial Trophy ausgezeichnet.
Doch die folgende Saison spielte er ausschließlich in der unterklassigen Western Hockey League bei den Vancouver Canucks, die erst Jahre später Mitglied der NHL wurden, nachdem er den Generalmanager der Rangers um eine Gehaltserhöhung von 500 US-Dollar gebeten hatte. Worsley wurde nach der Saison als MVP der Western Hockey League ausgezeichnet.
Er schaffte darauf die Rückkehr in die NHL und spielte neun weitere Jahre für die Rangers. Doch trotz seiner guten Leistungen sprang für das Team kein erwähnenswerter Erfolg heraus.
1963 wurde er mit drei weiteren Spielern für Jacques Plante und Phil Goyette zu den Canadiens de Montréal transferiert. Dort fand er sich aber die ersten zwei Jahre bei den Quebec Aces in der AHL wieder und kam nur selten für die Canadiens zum Einsatz. Doch erneut konnte er durch sehr gute Leistungen beim Farmteam überzeugen und schaffte zur Saison 1965/66 schließlich den Sprung auf den Posten des Stammtorhüters. Mit den wenigsten Gegentoren aller Torhüter in der regulären Saison, wofür er die Vezina Trophy erhielt, führte er die Canadiens durch die Playoffs bis hin zum Gewinn des Stanley Cup. Es war bereits Worsleys zweiter, da er im Jahr zuvor diesen Erfolg als Ersatztorhüter feiern konnte.
1966/67 fehlte er längere Zeit, da er sich einer Knieoperation unterziehen musste. Doch in der Saison 1967/68 konnte er wieder mit seinen Leistungen glänzen und erhielt erneut die Vezina Trophy, da die Canadiens die wenigsten Gegentore kassiert hatten. Die Canadiens holten wieder den Stanley Cup und wiederholten den Erfolg im Jahr darauf.
Doch der mit den Stanley-Cup-Siegen verbundene Erfolgsdruck entwickelte sich zu einer Last für Worsley. Hinzu kam, dass deutlich jüngere Torhüter ins Team genommen wurden, die ihn nach und nach verdrängten. Am 28. November 1969 entschloss er sich, seine Karriere zu beenden.
Trotzdem sicherten sich die Minnesota North Stars in einem Transfer Ende Februar 1970 die Rechte an Worsley, und er kehrte nur kurze Zeit später in die NHL zurück. Der mittlerweile 40-jährige Worsley bildete zusammen mit Cesare Maniago das Torhütergespann der North Stars. Gemeinsam mit Maniago hütete er bis 1974 das Tor, ehe er endgültig sein Karriereende bekannt gab.
Ein großes Problem während seiner Karriere war seine extreme Flugangst. Als er Ende der vierziger Jahre für die New York Rovers gespielt hatte und er mit dem Team zusammen auf dem Weg zu einem Auswärtsspiel in einem Flugzeug saß, fing ein Triebwerk Flammen, und es musste eine Notlandung unternommen werden. 1968/69 erlitt er nach einem turbulenten Flug einen Nervenzusammenbruch und musste sich ärztlicher Hilfe unterziehen. Die vielen Flugreisen sollen mit ein Grund für seinen Rücktritt bei den Montréal Canadiens gewesen sein. Die Minnesota North Stars mussten hingegen nicht so oft mit dem Flugzeug reisen, was Worsley sehr entgegenkam.
Worsley war neben Andy Brown und Joe Daley der letzte Torhüter in der NHL, der noch ohne Torwartmaske spielte. Erst in den letzten sechs Spielen seiner Karriere trug er eine. Nachdem auch Daley, der inzwischen in die WHA gewechselt war, eine Maske verwendete, ließen sie Brown als Letzten Torwart ohne alleine. Worsley war allerdings 1969 der letzte Torhüter ohne Maske, der den Stanley Cup gewinnen konnte.
Außerdem war er bekannt für seinen Humor. Zu Beginn seiner Karriere bei den New York Rangers, die damals eher als schlechtes Team galten, bekam er in fast jedem Spiel 40 bis 50 Schüsse aufs Tor. Nach solch einem Spiel wurde er einmal gefragt, welches Team ihm die meisten Probleme beschert. Seine Antwort war: "Die New York Rangers."
1980 wurde Gump Worsley in die Hockey Hall of Fame aufgenommen.
Am 27. Januar 2007 starb Worsley an den Folgen eines Herzinfarkts, den er wenige Tage zuvor erlitten hatte.

## Sportliche Erfolge
- Stanley Cup: 1965, 1966, 1968 und 1969

### Persönliche und Auszeichnungen
- Calder Memorial Trophy: 1953
- AHL First All-Star Team: 1964
- NHL First All-Star Team: 1968
- NHL Second All-Star Team: 1966
- Vezina Trophy: 1966 und 1968 (zusammen mit Charlie Hodge bzw. Rogatien Vachon)
- Teilnahme am NHL All-Star Game: 1961, 1962, 1965 und 1972